# Grâces
Grâces (en bretó Gras) és un municipi francès, situat a la regió de Bretanya, al departament de Costes del Nord. L'any 1999 tenia 2.424 habitants.

## Demografia
| 1962                                       | 1968  | 1975  | 1982  | 1990  | 1999  |
| ------------------------------------------ | ----- | ----- | ----- | ----- | ----- |
| 1.300                                      | 1.435 | 1.769 | 2.308 | 2.481 | 2.424 |
| Des de 1962: població sense dobles comptes |       |       |       |       |       |

## Administració
| Període   | Identitat       | Partit |
| --------- | --------------- | ------ |
| 1990-2001 | François Colas  |        |
| 2001-     | Monique Guillou |        |